# Les Dames de la côte
 (juin 2022).
Si vous disposez d'ouvrages ou d'articles de référence ou si vous connaissez des sites web de qualité traitant du thème abordé ici, merci de compléter l'article en donnant les références utiles à sa vérifiabilité et en les liant à la section « Notes et références ».
Les Dames de la côte est un feuilleton télévisé comportant cinq épisodes de 90 minutes, créé et réalisé par Nina Companeez et diffusée à partir du 22 décembre 1979 sur la chaîne de télévision nationale française Antenne 2. Elle sera rediffusée tous les dimanches à partir du 19 juin 2022 vers 13 h 30 sur France 3[réf. nécessaire]. Ce feuilleton révéla Fanny Ardant, alors jeune actrice débutante au milieu d'une distribution prestigieuse.

## Synopsis
Le feuilleton montre la vie, sur les côtes normandes, de trois familles bourgeoises (les Hérart, les Villatte et les Decourt) et de leurs domestiques, entre 1911 et 1921. Leurs destins sont bouleversés par la Première Guerre mondiale.
Fanny Villatte, jeune fille romantique et exaltée, reçoit la visite de deux cousins éloignés : Raoul et Marcel Decourt. Marcel est doux, romantique et idéaliste tandis que son frère Raoul se montre froid, cynique et charmeur. Leur mère, Clara, mal mariée à un homme indifférent, doit le même jour embaucher une domestique. Elle hésite entre deux jeunes paysannes : Georgette et sa cousine Blanche.
Si Blanche se montre « bonne fille » voire un peu godiche, Georgette ne craint pas d'évoquer avec aplomb l'inévitable nécessité de travailler pour des filles de leur condition. Clara embauche Blanche qui se marie rapidement avec le cocher de Louis Hérart, parent de la famille Villatte, et part vivre et travailler chez ce dernier en tant que domestique. Georgette quitte le village pour s'engager dans une vie de courtisane.
Bafouée dans sa vie d'épouse, Clara Decourt repousse comme elle le peut les tentatives de séduction du « Bel Armand », son régisseur, qui ne lui est pourtant pas indifférent. À l'occasion d'un voyage à Paris, Fanny projette son exaltation romantique et amoureuse sur le père de Raoul et Marcel, qui a bien du mal à la repousser.
La guerre éclate. Très vite, le mari de Blanche meurt au combat. Georgette (qui se fait appeler Dora de Vandeuil) quitte son amant pour devenir la maîtresse de Raoul Decourt « pour rien ». Leur relation prend rapidement un tour passionné et violent. Marcel et Fanny sont, quant à eux, visiblement amoureux l'un de l'autre mais n'osent se le déclarer. Par patriotisme, Fanny épouse Raoul qui est amoureux d'elle. Celui-ci abandonne Georgette qui sombre peu à peu dans la folie et revient vivre chez ses parents.
La guerre n'en finit pas, ce qui met à mal la fortune de ces familles aisées. Seuls les Hérart, producteurs de lait et de produits laitiers, s'en sortent bien.
Veuve de guerre, Blanche quitte la Touroude pour travailler dans une usine d'armement puis s'engage comme infirmière au front : elle y soigne avec dévouement Louis Hérart, gravement blessé, qui, touché par ses soins, tombe amoureux d'elle, bien qu'étant marié à la frivole et dédaigneuse Marianne. Clara devient la maîtresse d'Armand.
Raoul se révèle mari possessif et d'une jalousie morbide alimentée par les traumatismes de la guerre. Ayant compris que Fanny ne l'aimait pas, il s'expose volontairement au feu ennemi et est tué le 26 octobre 1917. Traumatisée par la nouvelle, Clara sombre dans une sorte de coma. Fanny culpabilise et donne la médaille de Raoul à Georgette, qui se suicide. Marianne contracte la grippe espagnole qui lui est fatale.
La guerre finie, Fanny part pour Paris et mène une vie tapageuse pour tromper sa tristesse puis trouve un travail de vendeuse dans une librairie.
Louis épouse Blanche et la ramène chez lui au grand dam de ses proches qui voient une domestique devenir la maîtresse de maison. Fanny retrouve Marcel avec qui elle convient que, par respect pour la mémoire de Raoul, il ne peut rien advenir de bon de leur relation. Marcel devient journaliste et part pour l'étranger. Robert se morfond dans l'inactivité et la désespérance.

## Distribution

### La famille Decourt (demeurant au domaine de Feuilleforte)
- Denise Grey : Adélaïde Decourt, cousine d'Alix Accart, qui vient de perdre son mari,
- François Perrot : Henri Decourt, fils d'Adelaïde
- Françoise Fabian : Clara Decourt, épouse d'Henri
- Bruno Devoldère : Raoul Decourt, fils de Clara et d'Henri
- Francis Huster : Marcel Decourt, fils de Clara et d'Henri

### La famille Hérart (demeurant au domaine de La Touroude)
- Michel Aumont : Louis Hérart
- Annie Sinigalia : Marianne Hérart, cousine des Vilatte, fille de Gabriel et Alix Accart
- leurs 4 enfants dont
- Elfie Astier : Eve Hérart adolescente
- Virgile Bethmont: Jacques enfant
- Anne-Marie Quentin : Clémence Beaupuits, sœur de Louis
- Bernard Larmande : Paul Beaupuits

### La famille Vilatte (demeurant au domaine du Rouloir)
- Maurice Teynac : Gabriel Accart, mari de Tante Alix
- Edwige Feuillère : Alix, mère de Marianne, cousine d'Adélaïde Decourt, tante de Lucie Vilatte,
- Pierre Londiche: Charles Vilatte, le père de Fanny et Robert
- Hélène Vincent : Lucie Vilatte, la mère de Fanny et Robert
- Patrice Alexsandre : Robert Vilatte
- Fanny Ardant : Fanny Vilatte
- Hélène Duc : Alberte, sœur de tante Alix, résidant à Paris

### Autres personnages
- Évelyne Buyle : Georgette/Dora de Vandeuil
- Martine Chevallier : Blanche, cousine de Georgette et domestique
- Germaine Ledoyen : mère de Georgette
- Bruno Garcin : Emile-Auguste
- Michel Fortin : premier mari de Blanche

## Fiche technique
- Titre : Les Dames de la côte
- Réalisateur : Nina Companeez
- Scénario : Nina Companeez
- Producteur : Mag Bodard
- Musique originale : Guy Bontempelli et José Padilla
- Image : Jacques Guérin
- Montage : Nicole Berckmans
- Création des décors : Yves Demarseille
- Création des costumes : Yvonne Sassinot de Nesle
- Assistant réalisateur : Nicole Mollion
- Mise en espace des scènes de danse : Christian Talbot
- Divers : Nicole Mollion : assistant location manager

## Épisodes
1. Feuilleforte 1911-1912
2. L'Escalier des adieux 1913-1914
3. Les Vivantes 1914-1916
4. La Grande Tourmente 1916-1917
5. L'Ivresse 1917-1919